# Brezje pri Dovškem
Brezje pri Dovškem je naselje v Občini Krško.